# Woodford (Grand Manchester)
 (décembre 2018).
Si vous disposez d'ouvrages ou d'articles de référence ou si vous connaissez des sites web de qualité traitant du thème abordé ici, merci de compléter l'article en donnant les références utiles à sa vérifiabilité et en les liant à la section « Notes et références ».

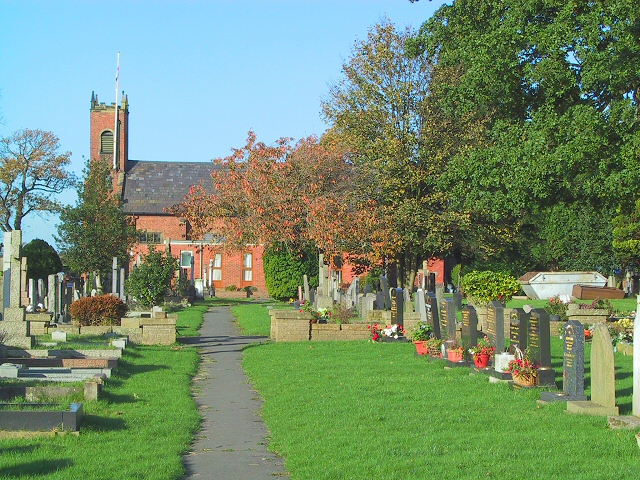
L'église du Christ, à Woodford.

Woodford est un village périurbain situé à la bordure sud du district métropolitain de Stockport, dans le Grand Manchester, en Angleterre. Il est situé à 8,4 km au sud de Stockport, 9,2 km au nord-ouest de Macclesfield et à 17,2 km au sud-sud-est de Manchester. 